# Janet Awuor Awino
Janet Awuor Awino (8 de agosto de 1985) é uma jogadora de rugby sevens queniana.

## Carreira
Janet Awuor Awino integrou o elenco da Seleção Queniana Feminina de Rugbi de Sevens, na Rio 2016, que foi 11º colocada.